# Normandia (Brazilia)
Normandia este un oraș în Roraima (RR), Brazilia.